# العلاقات الكندية الفرنسية
يُقصد بالعلاقات الكندية الفرنسية العلاقات الدبلوماسية بين كندا والجمهورية الفرنسية. يتمتع كلا البلدين بعلاقات ودية تتركز أهميتها على تاريخ الهجرة الفرنسية إلى كندا. يشكل الكنديون من أصل فرنسي غالبية المتحدثين الأصليين للفرنسية في كندا، والذين يمثلون بدورهم نحو 22 بالمئة من إجمالي سكان البلاد.
البلدان عضوان مشتركان في مجموعة العشرين، ومنظمة التعاون الاقتصادي والتنمية، والمنظمة الدولية للناطقين بالفرنسية، وحلف شمال الأطلسي، والأمم المتحدة، ومنظمة التجارة العالمية.

## نبذة تاريخية

### الاستعمار الأوروبي

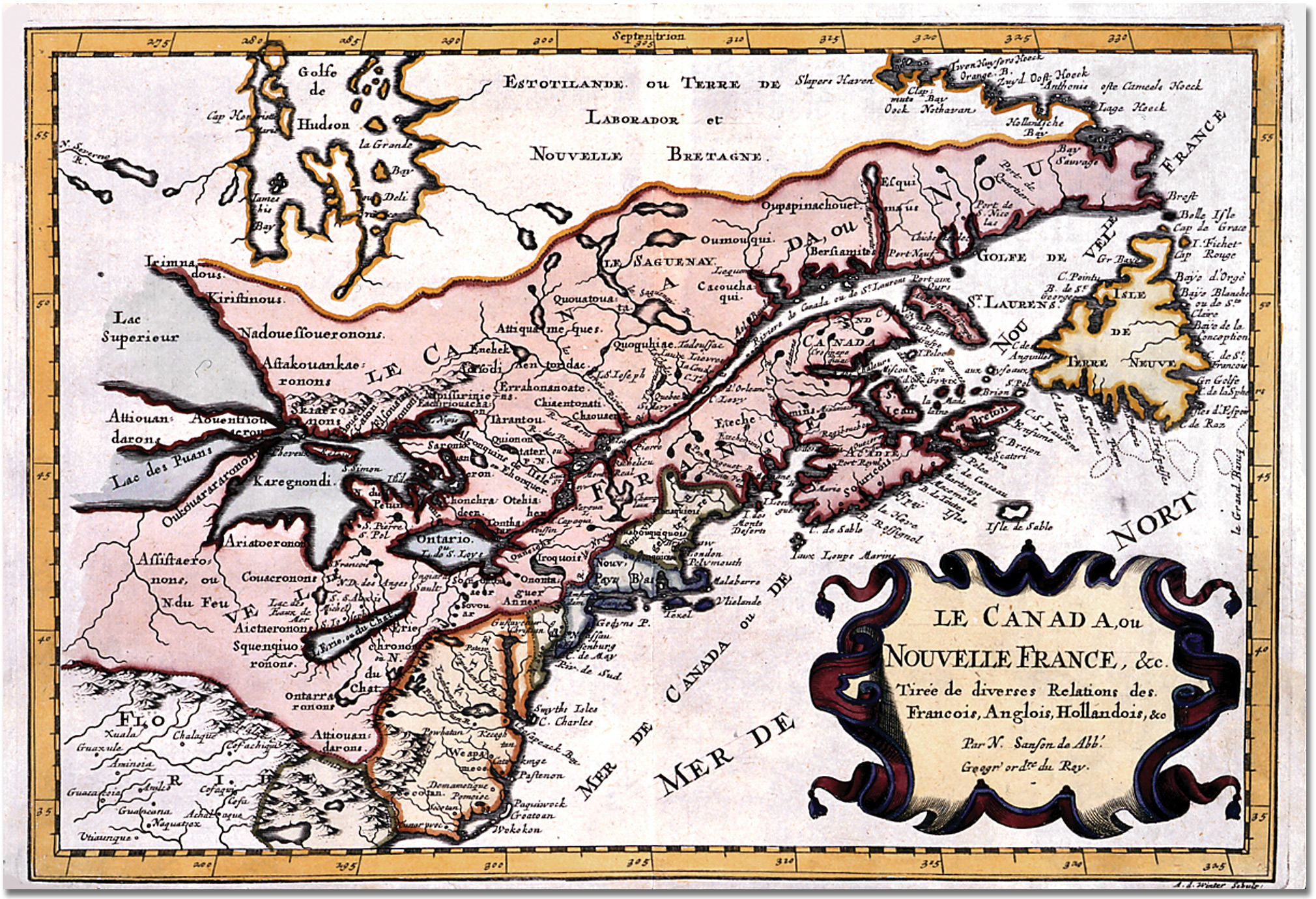
خريطة تصور فرنسا الجديدة في كندا الحالية، عام 1660.

في عام 1720 سيطر البريطانيون على نيوفاوندلاند، ونوفا سكوشا، وشمال وغرب كندا، ولكن ومن ناحية أخرى سيطر الفرنسيون على شرق كندا كاملًا تقريبًا، من شاطئ لابرادور وعلى ساحل المحيط الأطلسي إلى البحيرات العظمى وما وراءها. غزا البريطانيون فرنسا الجديدة غزوًا تدريجيًا، كُلل بانتصار جيمس وولف في سهول أبراهام عام 1759، فُحرمت فرنسا من إمبراطوريتها الأمريكية الشمالية، والفرنسية الكندية، (الكيبيكيون أو سكان كيبيك الناطقون بالفرنسية، والأكاديون، والميتيون، وغيرهم).
بعد الغزو البريطاني، استمرت الهجرة الفرنسية إلى كندا على نطاق ضيق حتى بداية الحروب بين فرنسا وبريطانيا منذ عام 1792 وحتى عام 1815. انتشرت الكتب الفرنسية على نطاق واسع، ودفعت الثورة الفرنسية العديد من اللاجئين المحافظين إلى طلب اللجوء في كندا. ازداد عدد السكان الناطقين باللغة الإنجليزية في كندا بسرعة بعد الثورة الأمريكية. تحول رأي سكان الريف الناطقين بالفرنسية تجاه فرنسا سلبًا بعد عام 1793. وباعتبارهم من الرعايا البريطانيين، رفض السكان الناطقون بالفرنسية، بقيادة القساوسة المحافظين وملاك الأراضي، طغيان الثورة الفرنسية المفرط، وقتل الملك، والاضطهاد المناهض للكاثوليكية. دعم السكان الناطقون بالفرنسية بريطانيا في حرب 1812 ضد الولايات المتحدة. وتحدث العديد من الكنديين الفرنسية منذ بدء استيطانهم في 1534.

### دومينيون كندا
في أوائل التاريخ الكندي، كانت الشؤون الخارجية تحت سيطرة الحكومة البريطانية. ضغطت كندا على تلك الحواجز القانونية لتعزيز مصالحها. حاول ألكسندر غالت، ممثل كندا غير الرسمي في لندن، إبرام معاهدة تجارية مع فرنسا عام 1878، لكن أفضلية التعرفة الجمركية لفرنسا انتهكت السياسة البريطانية. لم تدعم وزارة الخارجية في لندن الدبلوماسية السيادية من قبل كندا، وكانت فرنسا تنتقل إلى واجبات جديدة في الشحن الأجنبي وكانت تشرع في اتباع سياسة عامة للحماية. بيد أن جهود غالت مهدت الطريق لمعاهدة ناجحة في عام 1893 تفاوض عليها السير تشارلز توبر (1821-1915)، المفوض السامي الكندي في لندن. ووقع السفير البريطاني في فرنسا على تلك المعاهدة.
في عام 1910 أرسلت مقاطعة كيبيك ممثلها الخاص إلى باريس، هيكتور فابر. وتجلى رد الحكومة الفيدرالية بالطلب منه أن يصبح الوكيل العام لكندا في فرنسا. مثّل هو وخليفته فيليب روي كلا المستويين الحكوميين بشكل غير رسمي حتى عام 1912، عندما طلبت الحكومة الكندية الجديدة من روي الاستقالة من منصب كيبيك بسبب مخاوف من تضارب محتمل في المصالح.

### الحربان العالميتان
جاءت إعادة تنظيم القوى العظمى لحلفاء كندا، التي كانت جزءًا من الإمبراطورية البريطانية، وفرنسا في الوقت المناسب تمامًا للحربين العالميتين اللتين سيطرتا على النصف الأول من القرن العشرين.
أمضت قوة المشاة الكندية الكثير من الحرب العالمية الأولى على الأراضي الفرنسية وساعدت فرنسا على صد الغزو الألماني. في فرنسا، في فيمي ريدج، وقعت واحدة من أشهر المعارك في التاريخ الكندي.
في ديسمبر 1917 أدى الانفجار العرضي لسفينة الشحن الفرنسية مونت بلانك، التي كانت تحمل خمسة ملايين رطل من المتفجرات، إلى تدمير مدينة هاليفاكس في نوفا سكوشا، ما أسفر عن مقتل 2000 وإصابة 9000. استأجرت الحكومة الفرنسية سفينة إس إس مونت بلانك لنقل الذخائر إلى أوروبا؛ لم يوجه اللوم إلى فرنسا، وأسقِطت التهم الموجهة إلى قبطانها.

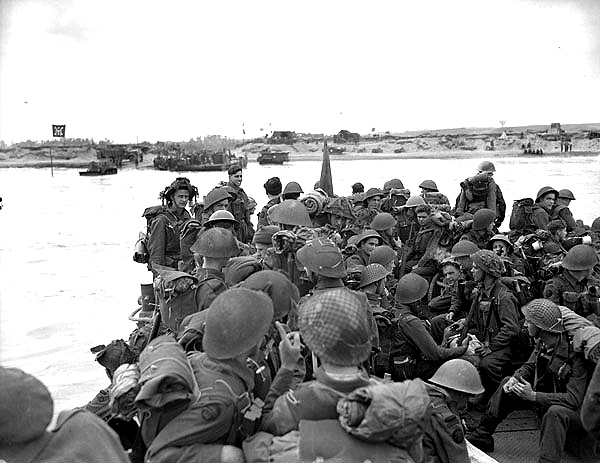
إنزال البحرية الملكية الكندية في النورماندي؛ يونيو 1944.

خلال الحرب العالمية الثانية، كانت كندا وفرنسا حليفتين في البداية ضد ألمانيا النازية وإيطاليا الفاشية. بعد سقوط فرنسا عام 1940، قطعت معظم الحكومات الغربية العلاقات مع النظام الفيشي، لكن كندا استمرت في إقامة علاقاتها معه حتى عام 1942.
خططت كندا لغزو عسكري لجزيرتي سان بيير وميكلون. بقيت فرنسا تحت سيطرة الفيشية حتى نهاية عام 1941، وحررها الفرنسيون الأحرار بقيادة الأميرال موسيلير الذي وضع حدًا لأي غزو من قبل كندا.
في نهاية المطاف، أصبحت كندا حليفًا مهمًا وداعمًا قويًا للقوات الفرنسية الحرة بقيادة الجنرال شارل ديغول. عاد ديغول بنفسه إلى فرنسا بعد غزو النورماندي عبر شاطئ جونو الذي فازت به كندا، وخلال زيارة رسمية مترفة إلى أوتاوا في عام 1944، غادر الحشد المجتمع بهتاف حماسي «تحيا كندا! تحيا فرنسا!»

### أزمة السويس
أثناء أزمة السويس انصب قلق الحكومة الكندية حول ما قد يسبب ازدياد الشرخ بين الحلفاء الغربيين. ذهب ليستر بي. بيرسون، الذي أصبح فيما بعد رئيس وزراء كندا، إلى الأمم المتحدة واقترح إنشاء قوة طوارئ تابعة للأمم المتحدة في السويس «للحفاظ على سلام الحدود أثناء العمل على تسوية سياسية». رفضت كل من فرنسا وبريطانيا الفكرة ولذلك لجأت كندا إلى الولايات المتحدة. وبعد عدة أيام من التوتر الدبلوماسي، قبلت الأمم المتحدة الاقتراح، وأرسلت قوة محايدة ليس لها علاقة بالتحالفات الرئيسية (الناتو، وحلف وارسو على الرغم من مشاركة القوات الكندية منذ تصدرت كندا فكرة القوة المحايدة) بموافقة ناصر، الأمر الذي أدى إلى استقرار الأوضاع في المنطقة. ساهمت أزمة السويس أيضًا في اعتماد علم كندي جديد دون الإشارة إلى ماضي ذلك البلد كمستعمرة لفرنسا وبريطانيا.

### الجدل الذي أثاره ديغول عام 1967
في يوليو عام 1967، وبينما كان ديغول، الرئيس السابق لفرنسا، في زيارة رسمية إلى كندا، أثار عاصفة من الجدل عندما هتف أمام حشد من 100,000 في مونتريال، (تحيا كيبيك حرة!) وفي السنة المئوية للاتحاد الكندي، وفي خضم خلفية ثورة كيبيك الهادئة، كان لهذا التصريح الاستفزازي من جانب رجل دولة ومحرر فرنسي تأثير واسع النطاق على العلاقات الفرنسية الكندية وعلى العلاقات بين كيبيك وبقية كندا أيضًا.
اقترح ديغول، أحد دعاة سيادة كيبيك، في عدة مناسبات لاحقة، ما أسماه «الحل النمساوي المجري» لكندا (على أساس النمسا-المجر، الاتحاد الملكي المزدوج المشترك بين النمسا والمجر منذ عام 1867 وحتى عام 1918 )، الذي يبدو أنه مشابه لنموذج «الشراكة في السيادة» الذي دافع عنه لاحقًا رينيه ليفيسك.
بقي تدخل فرنسا في العلاقات الحكومية الكندية كبيرًا في مجال الخطاب الدبلوماسي. في الواقع، بينما كانت كيبيك، في ظل الحكومة الإصلاحية الليبرالية بقيادة جون لوساج، تبتعد عن ماضيها الانعزالي وتحاول أن تجد لنفسها مكانًا جديدًا داخل الاتحاد الكندي والعالم الفرنكوفوني الأوسع، كان ديغول مستعدًا ومتحمسًا لتقديم المساعدة لطموحات كيبيك القومية الجديدة.

#### الاتفاق الرئيسي
كان على كيبيك أن تطور علاقاتها مع الدول الأخرى بشكل مستقل عن كندا، وهو ما اعتبر خطوة كيبيك الأولى في تطوير شخصيتها الدولية المتميزة عن تلك الخاصة بكندا، والتي نظر إليها الكثيرون على أنها نقطة انطلاق نحو الاستقلال الكامل. بدأ هذا الجهد بشكل جدي بعد عودة ديغول إلى السلطة، عندما بدأت فرنسا وكيبيك بتبادل الوزراء والمسؤولين الحكوميين بانتظام. فمثلًا: زار رئيس الوزراء لوساج ديغول ثلاث مرات بين عامي 1961 و1965.
تصريح لوساج أمام الجمعية الوطنية في كيبيك بأن الهوية والثقافة واللغة الفرنسية الكندية تعرضت للخطر بسبب «الغزو الثقافي من الولايات المتحدة»، والذي هدد بجعل كندا «دولةً تابعةً ثقافيًا للولايات المتحدة»، عكس بالضبط قلق الديغوليين بشأن البقاء الثقافي الفرنسي في مواجهة الهجوم الإنجليزي. في ضوء ذلك، شرعت فرنسا وكيبيك في أوائل الستينيات من القرن العشرين في التفاوض على اتفاقيات التبادل في مجالات التعليم، والثقافة، والتعاون الفني، وتبادل الشباب. لم تكن الحكومة الفيدرالية بقيادة ليستر بي. بيرسون، التي كانت قد عينت للتو لجنة ملكية ثنائية اللغة وثنائية الثقافة وتتخذ خطوات أخرى لضمان مكانة الفرنسيين داخل كندا، لتؤيد مقاطعة استولت على الحكم الاتحادي (السياسة الخارجية) وهكذا وقِع الاتفاق الرئيسي مع فرنسا في عام 1965 الذي سمح للمقاطعات بالتعاون المباشر مع فرنسا ولكن فقط في مناطق اختصاص المقاطعات الحصري (مثل التعليم).